# Championnat de France féminin de football 2002-2003
Navigation
Édition précédente Édition suivante
La Division 1 2002-2003  est la 29e édition du championnat de France féminin de football. Le premier niveau national du championnat féminin oppose douze clubs français en une série de vingt-deux rencontres jouées durant la saison de football. En fin de saison, les quatre meilleures équipes s'affrontent lors d'un tournoi final, où chaque équipe affronte une seule fois les trois autres. La compétition débute le 31 août 2002 et s'achève le 7 juin 2003. La première place du tournoi final est qualificative pour la Coupe féminine de l'UEFA alors que les deux dernières places du championnat sont synonymes de relégation en Division 2.
Lors de l'exercice précédent, l'USO Bruay-la-Buissière et le Stade quimperois ont gagné le droit d'évoluer dans cette compétition après avoir respectivement fini premier et deuxième du tournoi final de l'ancienne Nationale 1B. Avec pour objectif d'améliorer la formation des footballeuses féminines, la FFF décide d'intégrer directement le CNFE Clairefontaine en première division.
Le Toulouse FC, champion en 2002, est quant à lui, le représentant français à la Coupe féminine de l'UEFA 2002-2003.
À l'issue de la saison, le FCF Juvisy décroche le cinquième titre de champion de France de son histoire en ayant pourtant terminé deuxième de la phase régulière derrière le tenant du titre, le Toulouse FC. Dans le bas du classement, l'USO Bruay-la-Buissière et le Stade quimperois sont relégués après une seule saison au plus haut niveau.
| \| FC Lyon Paris SG Montpellier HSC FCF Juvisy Toulouse FC ASJ Soyaux I 0CNFE Clairefontaine 0Saint-Memmie Olympique Saint-Brieuc FF ESOFV La Roche-sur-Yon 0Stade quimperois USO Bruay-la-Buissière \| Localisation des clubs engagés dans le championnat. |
| FC Lyon Paris SG Montpellier HSC FCF Juvisy Toulouse FC ASJ Soyaux I 0CNFE Clairefontaine 0Saint-Memmie Olympique Saint-Brieuc FF ESOFV La Roche-sur-Yon 0Stade quimperois USO Bruay-la-Buissière                                                           |

## Participants
Ce tableau présente les douze équipes qualifiées pour disputer le championnat 2002-2003. On y trouve le nom des clubs, la date de création du club, l'année de la dernière montée au sein de l'élite, leur classement de la saison précédente, le nom des stades ainsi que la capacité de ces derniers.
Légende des couleurs
- Qualifié pour le premier tour de la Coupe féminine de l'UEFA 2002-2003.
- Promu de National 1B.

| Nom du club            | Date de création | Dernière montée | Classement 2001-2002 | Stade                                | Capacité     | Victoires en championnat |
| ---------------------- | ---------------- | --------------- | -------------------- | ------------------------------------ | ------------ | ------------------------ |
| Toulouse FC            | 1980             | 1994            | 1                    | Stade de la Ramée                    | 3 000        | 4                        |
| FCF Juvisy             | 1971             | 1986            | 2                    | Stade Georges Maquin                 | 2 000        | 4                        |
| FC Lyon                | 1970             | 1978            | 3                    | Plaine de Gerland                    | 2 200        | 4                        |
| Montpellier HSC        | -                | 1997            | 4                    | Stade Joseph Blanc                   | 1 000        | /                        |
| Paris Saint-Germain    | 1971             | 2001            | 5                    | Stade Georges-Lefèvre                | 3 500        | /                        |
| ASJ Soyaux             | 1968             | -               | 6                    | Stade Léo Lagrange                   | 4 800        | 1                        |
| ESOFV La Roche-sur-Yon | 1978             | 1996            | 6                    | Stade de Saint-André                 | 1 800        | /                        |
| Saint-Brieuc FF        | 1973             | -               | 8                    | Stade Fred-Aubert                    | 13 500       | 1                        |
| Saint-Memmie Olympique | -                | 1999            | 9                    | Stade Déborah Jeannet                | -            | /                        |
| USO Bruay-la-Buissière | -                | 2002            | N1B                  | Complexe Léo Lagrange                | -            | /                        |
| Stade quimperois       | 1971             | 2002            | N1B                  | Stade de Penvillers Stade de Kerhuel | 10 248 2 040 | /                        |
| CNFE Clairefontaine    | 1988             | 2002            | -                    | Stade Pierre-Pibarot                 | -            | /                        |

## Compétition

### Classement
Le classement est calculé avec le barème de points suivant : une victoire vaut quatre points, le match nul deux et la défaite un.
Critères de départage en cas d'égalité au classement :
1. classement aux points des matchs joués entre les clubs ex æquo ;
2. différence entre les buts marqués et les buts concédés par chacun d’eux au cours des matchs qui les ont opposés ;
3. différence entre les buts marqués et les buts concédés sur la totalité des matchs joués dans le championnat ;
4. plus grand nombre de buts marqués sur la totalité des matchs joués dans le championnat ;
5. en cas de nouvelle égalité, une rencontre supplémentaire aura lieu sur terrain neutre avec, éventuellement, l’épreuve des tirs au but.

| Rang | Équipe                   | Pts | J  | G  | N | P  | Bp | Bc | Diff |
| ---- | ------------------------ | --- | -- | -- | - | -- | -- | -- | ---- |
| 1    | Toulouse FC T            | 78  | 22 | 18 | 2 | 2  | 48 | 10 | +38  |
| 2    | FCF Juvisy               | 76  | 22 | 17 | 3 | 2  | 65 | 15 | +50  |
| 3    | Montpellier HSC          | 72  | 22 | 16 | 2 | 4  | 71 | 24 | +47  |
| 4    | FC Lyon C                | 71  | 22 | 15 | 4 | 3  | 60 | 19 | +41  |
| 5    | CNFE Clairefontaine P    | 59  | 22 | 11 | 4 | 7  | 43 | 23 | +20  |
| 6    | ASJ Soyaux               | 53  | 22 | 8  | 7 | 7  | 44 | 23 | +21  |
| 7    | Paris SG                 | 50  | 22 | 7  | 7 | 8  | 32 | 45 | -13  |
| 8    | Saint-Brieuc FF          | 40  | 22 | 5  | 3 | 14 | 30 | 54 | -24  |
| 9    | Saint-Memmie Olympique   | 40  | 22 | 5  | 3 | 14 | 25 | 64 | -39  |
| 10   | ESOFV La Roche-sur-Yon   | 35  | 22 | 3  | 4 | 15 | 22 | 47 | -25  |
| 11   | Stade quimperois P       | 33  | 22 | 2  | 5 | 15 | 18 | 81 | -63  |
| 12   | USO Bruay-la-Buissière P | 30  | 22 | 2  | 2 | 18 | 17 | 70 | -53  |

|  | Qualifié pour le tournoi final. |
|  | Relégué en Division 2. |
|  | T Tenant du titre. P Promu de National 1B. C Vainqueur du Challenge de France 2002-2003. Pts points ; G victoires ; N match nuls ; P défaites Bp buts marqués ; Bc buts encaissés ; Diff différence de buts |

### Résultats
Source : Championnat de France de D1 2002-2003 - Calendrier, sur statsfootofeminin.fr
| Résultats (▼dom., ►ext.)                                   | Bru  | Cla | Juv | RsY | Lyo | Mon | Par | Qui  | Bri | SMO | Soy | Tou |
| USO Bruay-la-Buissière                                     |      | 0-1 | 2-9 | 0-1 | 1-2 | 0-1 | 1-1 | 0-0  | 2-3 | 1-4 | 0-4 | 0-3 |
| CNFE Clairefontaine                                        | 4-2  |     | 0-5 | 1-0 | 0-1 | 0-1 | 1-0 | 5-0  | 5-1 | 6-0 | 1-2 | 0-2 |
| FCF Juvisy                                                 | 2-0  | 1-1 |     | 3-0 | 2-1 | 1-0 | 1-2 | 3-0  | 5-0 | 4-0 | 3-0 | 0-0 |
| ESOFV La Roche-sur-Yon                                     | 1-2  | 1-2 | 1-3 |     | 0-4 | 1-5 | 1-1 | 2-0  | 2-3 | 1-2 | 0-1 | 0-2 |
| FC Lyon                                                    | 6-0  | 2-1 | 1-1 | 5-1 |     | 3-0 | 1-1 | 7-0  | 5-1 | 4-0 | 1-1 | 2-1 |
| Montpellier HSC                                            | 10-1 | 0-3 | 0-4 | 4-0 | 2-0 |     | 3-2 | 9-1  | 8-4 | 7-0 | 2-1 | 2-2 |
| Paris SG                                                   | 5-2  | 1-4 | 0-2 | 2-0 | 2-5 | 0-5 |     | 0-0  | 3-1 | 3-1 | 1-0 | 1-5 |
| Stade quimperois                                           | 2-0  | 0-0 | 0-7 | 3-3 | 2-4 | 0-6 | 4-4 |      | 0-3 | 1-0 | 0-6 | 0-2 |
| Saint-Brieuc FF                                            | 0-1  | 1-1 | 0-2 | 1-1 | 1-2 | 1-4 | 0-1 | 4-1  |     | 0-1 | 0-0 | 0-2 |
| Saint-Memmie Olympique                                     | 3-1  | 0-5 | 3-4 | 0-5 | 0-3 | 0-0 | 1-1 | 4-3  | 3-4 |     | 0-3 | 0-3 |
| ASJ Soyaux                                                 | 6-1  | 0-0 | 2-3 | 1-1 | 1-1 | 0-1 | 1-1 | 10-0 | 3-2 | 2-2 |     | 0-2 |
| Toulouse FC                                                | 2-0  | 3-2 | 2-0 | 2-0 | 1-0 | 0-1 | 6-0 | 2-1  | 2-0 | 3-1 | 1-0 |     |
| - Victoire à domicile - Match nul - Victoire à l'extérieur |      |     |     |     |     |     |     |      |     |     |     |     |

### Tournoi final
Le tournoi final du championnat oppose les quatre meilleures équipes du championnat lors d'un mini-tournoi à quatre. Les équipes affrontent une seule fois leurs trois adversaires selon un calendrier tiré aléatoirement.
Le classement est calculé avec le barème de points suivant : une victoire vaut quatre points, le match nul deux et la défaite un. Un bonus de points a été attribué de manière dégressive (3 points ; 2 points ; 1 point) aux trois équipes ayant terminé première lors du championnat.
Critères de départage en cas d'égalité au classement :
1. classement aux points des matchs joués entre les clubs ex æquo ;
2. différence entre les buts marqués et les buts concédés par chacun d’eux au cours des matchs qui les ont opposés ;
3. différence entre les buts marqués et les buts concédés sur la totalité des matchs joués dans le championnat ;
4. plus grand nombre de buts marqués sur la totalité des matchs joués dans le championnat ;
5. en cas de nouvelle égalité, une rencontre supplémentaire aura lieu sur terrain neutre avec, éventuellement, l’épreuve des tirs au but.

Classement
| Rang | Équipe          | Pts | J | G | N | P | Bp | Bc | Diff |
| ---- | --------------- | --- | - | - | - | - | -- | -- | ---- |
| 1    | FCF Juvisy      | 14  | 3 | 3 | 0 | 0 | 10 | 1  | +9   |
| 2    | FC Lyon CF      | 9   | 3 | 2 | 0 | 1 | 3  | 2  | +1   |
| 3    | Montpellier HSC | 7   | 3 | 1 | 0 | 2 | 2  | 9  | -7   |
| 4    | Toulouse FC T   | 6   | 3 | 0 | 0 | 3 | 2  | 5  | -3   |

|  | Qualifié pour la Coupe UEFA 2003-2004 (Phase de groupes). |
|  | T Tenant du titre. CF Vainqueur du Challenge de France 2002-2003. Pts points ; G victoires ; N match nuls ; P défaites Bp buts marqués ; Bc buts encaissés ; Diff différence de buts |

Résultats

## Bilan de la saison
| Championnat de France féminin de football 2002-2003 |                        |
| Champion                                            | FCF Juvisy (5e titre)  |
| Dauphin                                             | FC Lyon                |
| Coupes et trophées                                  |                        |
| Vainqueur Challenge de France 2002-2003             | FC Lyon                |
| Qualifications continentales                        |                        |
| Coupe UEFA 2003-2004                                | FCF Juvisy             |
| Promotions et relégations                           |                        |
| Promus en Division 1                                | US Compiègne           |
| Promus en Division 1                                | FCF Hénin-Beaumont     |
| Relégués en Division 2                              | Stade quimperois       |
| Relégués en Division 2                              | USO Bruay-la-Buissière |

## Statistiques
Leader du classement de la saison régulière
Évolution du classement de la saison régulière
- Qualifié pour le tournoi final de Division 1
- Relégué en Division 2.

| Club                   | 1  | 2  | 3  | 4  | 5  | 6  | 7  | 8  | 9  | 10 | 11 | 12 | 13 | 14 | 15 | 16 | 17 | 18 | 19 | 20 | 21 | 22 |
| ---------------------- | -- | -- | -- | -- | -- | -- | -- | -- | -- | -- | -- | -- | -- | -- | -- | -- | -- | -- | -- | -- | -- | -- |
| Toulouse FC            | 3  | 5  | 6  | 5  | 5  | 3  | 3  | 2  | 2  | 2  | 1  | 2  | 1  | 1  | 1  | 1  | 1  | 2  | 1  | 1  | 1  | 1  |
| FCF Juvisy             | 1  | 3  | 3  | 2  | 1  | 2  | 2  | 1  | 1  | 1  | 2  | 1  | 2  | 2  | 2  | 2  | 2  | 1  | 2  | 2  | 2  | 2  |
| FC Lyon                | 4  | 1  | 1  | 1  | 2  | 1  | 1  | 3  | 3  | 3  | 4  | 3  | 4  | 4  | 3  | 3  | 3  | 3  | 3  | 3  | 4  | 4  |
| Montpellier HSC        | 5  | 4  | 4  | 4  | 4  | 4  | 4  | 5  | 4  | 4  | 3  | 4  | 3  | 3  | 4  | 4  | 4  | 4  | 4  | 4  | 3  | 3  |
| Paris SG               | 11 | 8  | 10 | 10 | 7  | 6  | 6  | 6  | 6  | 6  | 7  | 6  | 6  | 6  | 6  | 7  | 6  | 7  | 7  | 7  | 7  | 7  |
| ASJ Soyaux             | 10 | 11 | 9  | 7  | 8  | 7  | 7  | 7  | 7  | 7  | 6  | 7  | 7  | 7  | 7  | 6  | 7  | 6  | 6  | 6  | 6  | 6  |
| ESOFV La Roche-sur-Yon | 6  | 7  | 5  | 6  | 6  | 10 | 10 | 8  | 8  | 8  | 9  | 9  | 10 | 10 | 10 | 10 | 10 | 10 | 11 | 11 | 11 | 10 |
| Saint-Brieuc FF        | 8  | 6  | 7  | 8  | 10 | 8  | 8  | 9  | 9  | 9  | 8  | 8  | 8  | 8  | 9  | 8  | 8  | 8  | 8  | 8  | 8  | 8  |
| Saint-Memmie Olympique | 12 | 12 | 12 | 11 | 9  | 9  | 9  | 10 | 11 | 11 | 11 | 10 | 9  | 9  | 8  | 9  | 9  | 9  | 9  | 9  | 9  | 9  |
| USO Bruay-la-Buissière | 9  | 10 | 11 | 12 | 12 | 12 | 12 | 12 | 12 | 12 | 12 | 12 | 11 | 11 | 11 | 11 | 11 | 11 | 12 | 12 | 12 | 12 |
| Stade quimperois       | 7  | 9  | 8  | 9  | 11 | 11 | 11 | 11 | 10 | 10 | 10 | 11 | 12 | 12 | 12 | 12 | 12 | 12 | 10 | 10 | 10 | 11 |
| CNFE Clairefontaine    | 2  | 2  | 2  | 3  | 3  | 5  | 5  | 4  | 5  | 5  | 5  | 5  | 5  | 5  | 5  | 5  | 5  | 5  | 5  | 5  | 5  | 5  |

Moyennes de buts marqués par journée de la phase régulière
Ce graphique représente le nombre de buts marqués lors de chaque journée. Il est également indiqué la moyenne totale sur la saison qui est de 21,6 buts/journée.
Classement des buteuses
| Cls | Joueuse                  | Club            | Buts |
| --- | ------------------------ | --------------- | ---- |
| 1   | Sandrine Brétigny        | FC Lyon         | 26   |
| 2   | Hoda Lattaf              | Montpellier HSC | 25   |
| 3   | Ingrid Boyeldieu         | Paris SG        | 13   |
| 3   | Élodie Ramos             | Montpellier HSC | 13   |
| 3   | Sandrine Rouquet         | Toulouse FC     | 13   |
| 6   | Sonia Bompastor          | Montpellier HSC | 12   |
| 6   | Stéphanie Mugneret-Béghé | FCF Juvisy      | 12   |
| 6   | Peggy Provost            | FCF Juvisy      | 12   |
| 6   | Laetitia Tonazzi         | FCF Juvisy      | 12   |
| 10  | 3 joueuses               | 3 joueuses      | 10   |
| 13  | 4 joueuses               | 4 joueuses      | 9    |
| 17  | 4 joueuses               | 4 joueuses      | 7    |
| 21  | 3 joueuses               | 3 joueuses      | 6    |
| 24  | 7 joueuses               | 7 joueuses      | 5    |
| 31  | 16 joueuses              | 16 joueuses     | 4    |
| 47  | 13 joueuses              | 13 joueuses     | 3    |
| 60  | 17 joueuses              | 17 joueuses     | 2    |
| 77  | 39 joueuses              | 39 joueuses     | 1    |